# Leopoldo Costa
Francisco Leopoldo Cahn Costa (1 de marzo de 1932 - 13 de junio de 1989), conocido públicamente como "Leopoldo Costa", fue un locutor de radio y TV argentino. 

## Trayectoria
Su dilatada trayectoria comenzó el 22 de diciembre de 1954 en Radio El Mundo de Buenos Aires. En los '70 y '80 trabajó en variados éxitos radiales, como "Deporte con los que saben" por Radio Belgrano, "Rivadavia con todos" por Radio Rivadavia, "Música en alta visión" por Radio Continental,  "La vuelta al Mundo" por Radio El Mundo, "Studio Fiat" por Radio Del Plata y "Papiromanía" por Radio Mitre. Fue la voz comercial de "La Oral Deportiva" por Radio Rivadavia junto al relator José María Muñoz. El reconocido relator de fútbol Fioravanti lo bautizó "La voz de platino". Asimismo, fue la voz comercial de diversos comerciales de TV. Ha sido un referente de la locución en Argentina, junto a otros grandes de su época como Ricardo Jurado, Enrique Alejandro Mancini, Raúl Calviño, Ernesto Frith.

## Trayectoria en radio
- La oral deportiva (con José María Muñoz), Radio Rivadavia.
- Música en alta visión, Radio Continental, 1973.
- Deporte con los que saben, Radio Belgrano.
- Rivadavia con todos, Radio Rivadavia, 1974 - 1975.
- La vuelta al Mundo, Radio El Mundo, 1976.
- Studio Fiat, Radio Del Plata, 1981 - 1983.
- Radiosemana (con Jorge Raúl Batallé), Radio Belgrano, 1982.
- Papiromanía, Radio Mitre.

## Televisión
- Publicidad para todo público, CVN, Canal 6 de CableVisión 1988.